# Athelia macularis
Athelia macularis är en svampart som först beskrevs av Lair, och fick sitt nu gällande namn av Ginns 1992. Athelia macularis ingår i släktet Athelia och familjen Atheliaceae.   Inga underarter finns listade i Catalogue of Life.